# Лядецька сільська рада
Лядецька сільська́ ра́да (біл. Лядзецкі сельсавет) — адміністративно-територіальна одиниця у складі Столинського району Берестейської області Білорусі. Адміністративний центр — село Лядець.

## Склад
Населені пункти, що підпорядковувалися сільській раді станом на 2009 рік:
| Населений пункт | Тип  | Населення, осіб (2009) |
| --------------- | ---- | ---------------------- |
| Великі Орли     | село | 853                    |
| Городець        | село | 229                    |
| Лядець          | село | 852                    |
| Малі Орли       | село | 536                    |

## Населення
За переписом населення Білорусі 2009 року чисельність населення сільської ради становила 2470 осіб.

### Національність
Розподіл населення за рідною національністю за даними перепису 2009 року:
| Національність | Осіб | Відсоток |
| -------------- | ---- | -------- |
| білоруси       | 2431 | 98,42 %  |
| росіяни        | 25   | 1,01 %   |
| українці       | 9    | 0,36 %   |
| чуваші         | 3    | 0,12 %   |
| татари         | 1    | 0,04 %   |
| азербайджанці  | 1    | 0,04 %   |
| Разом          | 2470 | 100 %    |